# Max Bjævermose
Max Bjævermose (fransk navn: Séraphin Lampion; dansk navn i ældre oversættelser: Konstantin Strøm) er en forsikringssælger, der optræder som bifigur i tegneserien Tintin. Han viser sig første gang i hæftet Tournesolmysteriet og dukker siden op i kortere eller længere passager i samtlige senere hæfter med undtagelse af Tintin i Tibet, mest markant i Tintin og picaroerne. Han er påtrængende og snakkesalig og derfor hvad mange vil kalde drønirriterende, hvilket ofte udløser hidsighedsudbrud hos kaptajn Haddock. Han fortæller ofte skrøner om sin onkel Anton.
Hans første møde med Tintin og kaptajn Haddock sker i Tournesol-mysteriet, hvor hans bil bryder sommen ved Møllenborg (pga. professor Tournesols overlydsmaskine) og han søger ly for regnen på slottet. Han forlader dem dog igen, da et glas eksploderer mellem hænderne på ham (pga. selvsamme overlydsmaskine). Senere i hæftet får Tintin og kaptajn Haddock igen kontakt med ham, da de, i et forsøg på at tilkalde hjælp via en radio, rammer frekvensen for Bjævermoses amatørradiostation. I den pågældende situation er han dog ikke til den store hjælp. Da Tintin og Haddock til sidst kommer hjem til Møllenborg, har Bjævermose slået sig ned på slottet med hele sin familie, da "slottet jo alligevel stod tomt". De forlader dog alle slottet, da professor Tournesol fortæller, at kaptajnen har fået fåresyge, en misforståelse pga. Tournesols nedsatte hørelse.
I Koks i lasten dukker Bjævermose op for anden gang for en kort bemærkning, da han som formand for den lokale rally-klub har arrangeret et løb, hvis sidste etape slutter på Møllenborg. Sidenhen i Castafiores juveler kommer han forbi for at sælge en forsikring til Bianca Castafiore i tilfælde af, at hendes dyrebare smykker skulle blive stjålet. I Rute 714 til Sydney sidder han og ser interviews med Tintin, Haddock og Tournesol i TV, og i seriens sidste album, Tintin og picaroerne, møder de selvsamme personer Bjævermose i San Theodoros' jungle. Han skal til hovedstaden (på det tidspunkt Tapiocapolis) for at deltage i karnevallet med sin forening Humøroptimisterne, men bussen er kørt forkert. General Alcazar og Tintin beslutter at "låne" bussen og humøroptimist-kostumerne og bruger dem til at komme ind i Tapiocapolis for at vælte general Tapioca. Da dette lykkes tildeles Bjævermose og hans selskab landets fineste orden.
I tegnefilmene fra 1991 udvides Bjævermoses rolle til også at være blandt publikum under forestillingen, hvor Madame Yamilla spår, i De syv krystalkugler.
På LP-hørespillene fra 1970'erne giver skuespilleren Jørn Rose liv til Bjævermose.
Det danske navn stammer fra Jørgen Sonnergaards oversættelse af Tintin, men da han første gang blev introduceret for danske læsere i dagbladet Politiken, hed han Konstantin Strøm, hvilket Carlsen i september 2005 meddelte også ville blive navnet i en i forbindelse med en genudgivelse af Tintin fra november 2005 i oversættelse af Niels Søndergaard. Senere ændrede forlaget dog mening, og Max Bjævermose hedder stadig Max Bjævermose i den nye oversættelse.